# 21日
21日（にじゅういちにち）は、暦上の各月における21日目である。
各月の21日については下記を参照。
- 1月21日 - 1月21日 (旧暦)
- 2月21日 - 2月21日 (旧暦)
- 3月21日 - 3月21日 (旧暦)
- 4月21日 - 4月21日 (旧暦)
- 5月21日 - 5月21日 (旧暦)
- 6月21日 - 6月21日 (旧暦)
- 7月21日 - 7月21日 (旧暦)
- 8月21日 - 8月21日 (旧暦)
- 9月21日 - 9月21日 (旧暦)
- 10月21日 - 10月21日 (旧暦)
- 11月21日 - 11月21日 (旧暦)
- 12月21日 - 12月21日 (旧暦)

## 記念日・年中行事
- 一六日（ 日本） ※1か6のつく日
- 大師の縁日（ 日本）
空海（弘法大師）の月命日。東京都の西新井大師、京都府の教王護国寺、大阪府の四天王寺等の空海奉安寺院で縁日が開かれ多数の露店で賑わう。
- 漬物の日（ 日本）
毎年8月21日に名古屋市郊外の萱津神社で「香の物祭」を行っていることに因み、全日本漬物協同組合連合会が制定。